# Manila Chronicle
De Manila Chronicle was een Engelstalige Filipijnse krant. De krant werd in 1945 opgericht. Later werd de krant verkocht aan zakenman Eugenio Lopez, de broer van toenmalig vicepresident Fernando Lopez. In 1972 kondigde president Ferdinand Marcos de staat van beleg af. Dit betekende het einde van de persvrijheid en het einde van de Manila Chronicle. Na de val van Marcos in 1986 door de EDSA-revolutie en het herstel van de democratie en persvrijheid maakte de krant een doorstart. In 1998 hield de Chronicle definitief op te bestaan.